# Levi Risamasu
Levi Risamasu (Nieuwerkerk aan den IJssel, 23 november 1982) is een Nederlands voormalig voetballer met een Molukse achtergrond die als verdediger speelde.
Risamasu doorliep de jeugdopleiding van Feyenoord belandde in het tweede team. In 2001 ging hij naar NAC. Daar speelde hij tot 2005. Daarna vertrok hij naar AGOVV Apeldoorn.
Vanaf het seizoen 2008/09 speelde Risamasu voor Excelsior, waar hij te horen kreeg dat hij aan het eind van het seizoen 2009/10 niet in aanmerking kwam voor contractverlenging. Het laatste half jaar trainde hij met Jong Feyenoord/Excelsior. In 2010 kwam zijn voetballoopbaan ten einde en hierna werd hij evangelist.

## Clubstatistieken
| seizoen | club            | land      | competitie     | duels | goals |
| ------- | --------------- | --------- | -------------- | ----- | ----- |
| 2001/02 | NAC             | Nederland | Eredivisie     | 9     | 0     |
| 2002/03 | NAC             | Nederland | Eredivisie     | 2     | 0     |
| 2003/04 | NAC Breda       | Nederland | Eredivisie     | 1     | 0     |
| 2004/05 | NAC Breda       | Nederland | Eredivisie     | 7     | 0     |
| 2005/06 | AGOVV Apeldoorn | Nederland | Eerste divisie | 36    | 3     |
| 2006/07 | AGOVV Apeldoorn | Nederland | Eerste divisie | 26    | 0     |
| 2007/08 | AGOVV Apeldoorn | Nederland | Eerste divisie | 30    | 0     |
| 2008/09 | Excelsior       | Nederland | Eerste divisie | 6     | 0     |
| 2009/10 | Excelsior       | Nederland | Eerste divisie | 4     | 0     |